# Каппа Хамелеона
Каппа Хамелеона (лат. κ Chamaeleonitis) — одиночная звезда в южном созвездии Хамелеона. Видна невооружённым глазом как слабая оранжевая звезда с видимой звёздной величиной 5,024. Расстояние до звезды составляет около 490 световых лет, если рассчитывать его по данным о годичном параллаксе. Звезда приближается к Солнцу с лучевой скоростью −2 км/с.
Это звезда-гигант спектрального класса K4III, исчерпавшая запас водорода в ядре, охладившаяся и расширившаяся до текущих размеров в  46 радиусов Солнца. Это объект-кандидат в периодические микропеременные звёзды: блеск объекта меняется на 0,005 звёздной величины с темпом 0,25664 цикла переменности в день. Масса звезды составляет 1,4 массы Солнца, светимость равна 486 светимостям Солнца при эффективной температуре фотосферы 3990 K.